# Verbices
Verbices (grec antic: Οὐέρβικαι o Οὐέρβικες; llatí: Verbicae o Verbices) van ser un poble d'arrel amaziga a la província romana de la Mauritània Tingitana. En parla Claudi Ptolemeu.